# Mohamed Osmane al-Saïd
 (juin 2010).
Si vous disposez d'ouvrages ou d'articles de référence ou si vous connaissez des sites web de qualité traitant du thème abordé ici, merci de compléter l'article en donnant les références utiles à sa vérifiabilité et en les liant à la section « Notes et références ».
Mohammed Osman al-Said, ou Mohammed Othmane Assed, né le 17 octobre 1924 et décédé le 31 décembre 2007, est un homme politique libyen qui fut Premier ministre de son pays d'octobre 1960 à mars 1963.

## Biographie
Mohammed Osman al-Said est né le 17 Chaabane 1343 de l'Hégire (17 octobre 1924), à Zaouia Moutasarrifya Brak, un village de la région du Fezzane au sud de la Libye.
Dans des conditions difficiles causées par l'occupation italienne, Mohammed Othmane Assed apprend le Coran en 1928, c'est-à-dire à l'âge de 13 ans. Il est suivi par de nombreux savants théologiens en compagnie d'autres condisciples.
Après l'indépendance de la Libye, Mohammed Othmane Assed est nommé ministre de la Santé Publique en 1951, et reste jusqu'en 1958. Il réalise de nombreux projets au cours de cette période[Lesquels ?].
Il est désigné le 15 février 1960 ministre de l'Économie dans le gouvernement Kaâbar. Puis il est muté en septembre 1960 au ministère des Finances.
Il est père de neuf enfants :
- Abdussalam Assed (décédé) ;
- Idris Assed ;
- Khaled Assed (décédé) ;
- Salah Assed ;
- Ahmed Assed ;
- Najib Assed (décédé) ;
- Saoud Assed (décédé) ;
- Adel Assed ;
- Oussama Assed.